# Hermanas de las Escuelas Cristianas de San José de Calasanz
Las Hermanas de las Escuelas Cristianas de San José de Calasanz o Hermanas de las Escuelas Cristianas de Vorselaar es una congregación católica fundada por Luis Vicente Donche S. J. (1769-1857). Está presente sobre todo en Bélgica y en Venezuela. 

## Historia
En la época del Reino Unido de los Países Bajos, en junio de  1820 en Vorselaar una escuela para niñas fue fundada por la condesa van de Werve-della Faille, y el padre jesuita Luis Vicente Donche. Fue el principio de la congregación de las Hermanas de las Escuelas Cristianas de San José de Calasanz reconocida por la iglesia en 1834. La iniciativa pudo ofrecer una enseñanza de calidad para niños corrientes y poco a poco la congregación fue implantándose en otras ciudades.
En 1960, la congregación regentaba cerca de 150 escuelas en la archidiócesis de Malinas-Bruselas, entre los que estaban el Lyceo Maria Assumpta y el instituto Regina Pacis. 
En 2005, la congregación tan solo regentaba 63 escuelas de las que 57 se encuentran en Bélgica, algunas escuelas, como el Lyceo Maria Assumpta se han convertido en diocesanas.